# Leptodactylodon ventrimarmoratus
Leptodactylodon ventrimarmoratus é uma espécie de anfíbio anuro da família Arthroleptidae. É considerada espécie vulnerável pela Lista Vermelha do UICN. Está presente nos Camarões.